# Romsée (Belgique)
Pour les articles homonymes, voir Romsée.
 (juin 2020).
Si vous disposez d'ouvrages ou d'articles de référence ou si vous connaissez des sites web de qualité traitant du thème abordé ici, merci de compléter l'article en donnant les références utiles à sa vérifiabilité et en les liant à la section « Notes et références ».
Romsée (en wallon Roumzêye) est une section de la commune belge de Fléron située en Région wallonne dans la province de Liège. C'était une commune à part entière avant la fusion des communes de 1977.

## Démographie
- Sources : INS, Rem. : 1831 jusqu'en 1970 = recensements, 1976 = nombre d'habitants au 31 décembre.

## Histoire
L'activité agricole était typique du plateau de Herve : élevage bovin dans un paysage bocager avec de nombreuses haies vives et des arbres fruitiers à haute tige (pommiers, poiriers, pruniers).
Dès le début du XIXe siècle, l'extraction minière de charbon s'est industrialisée. Le charbonnage de Wérister a employé jusqu'à 2 000 personnes et a produit jusqu'à plus de 600 000 tonnes par an. Il a été fermé en 1967.
Le 6 août 1914, les 35e et 25e RI de l'armée impériale allemande, passèrent 27 civils par les armes et détruisirent 40 maisons dans le village- atrocités allemandes commises au début de l'invasion.